# Alningshajdträsk
Alningshajdträsk är en insjö i Gotlands kommun på Gotland som ingår i Gothemån-Snoderåns kustområde.